# Horní Bučice

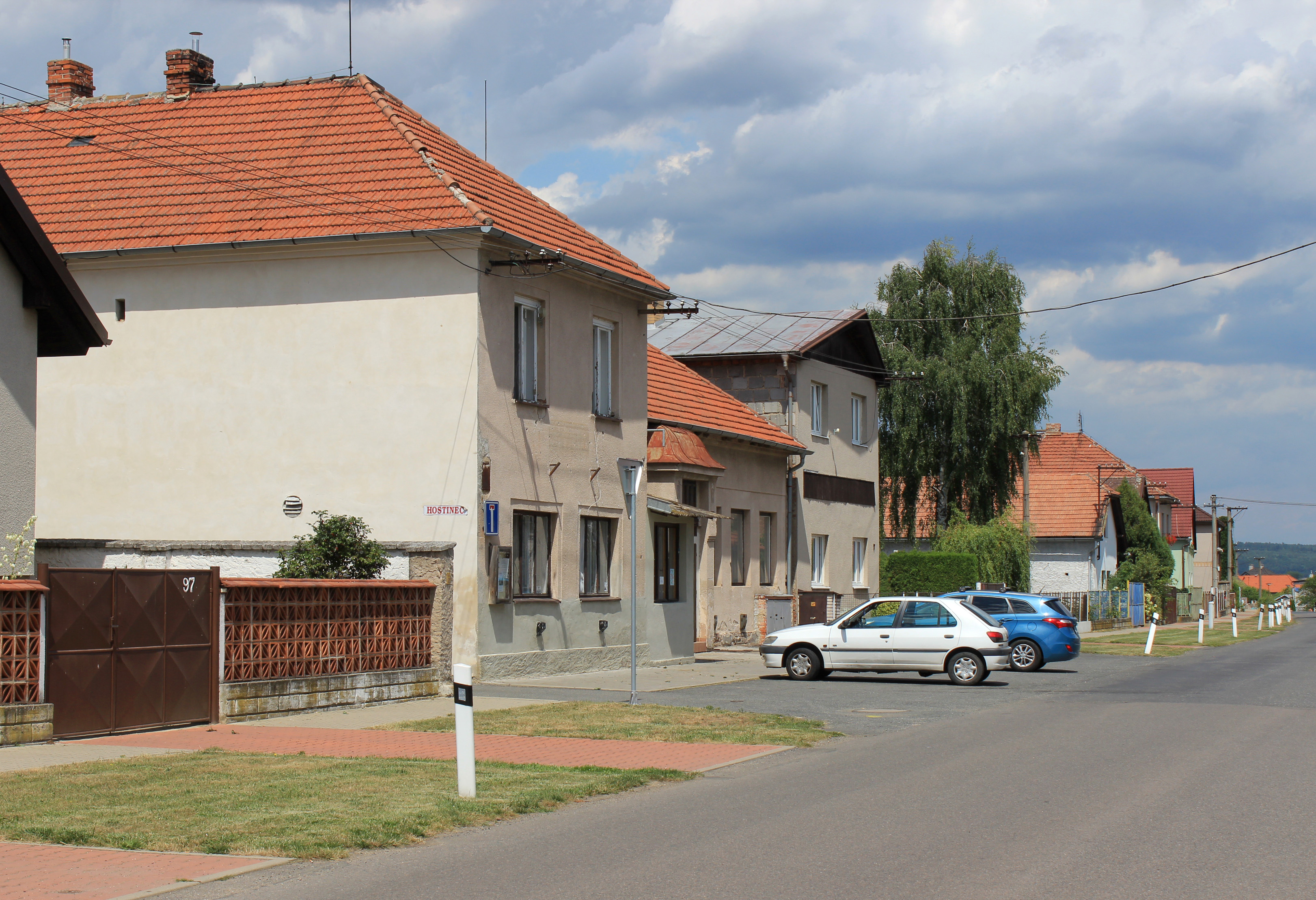
Dorfstraße

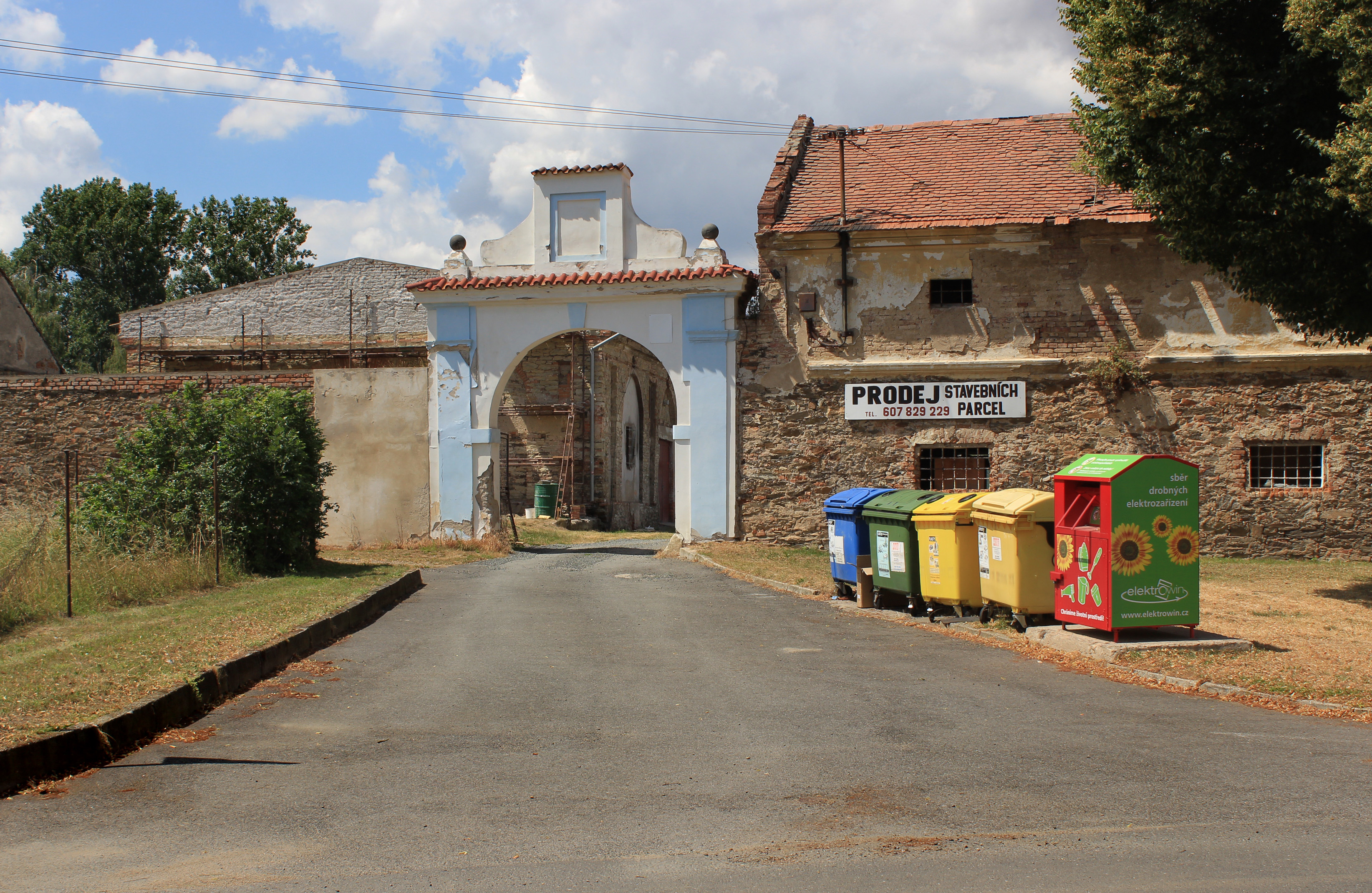
Ehemaliger Meierhof

Horní Bučice (deutsch Ober Butschitz) ist ein Ortsteil der Gemeinde Vrdy im Okres Kutná Hora in Tschechien. Er liegt fünf Kilometer nordöstlich von Čáslav.

## Geographie
Horní Bučice befindet sich zwischen der Doubrava und dem Koudelovský potok in der Čáslavská kotlina (Czaslauer Becken). Am südlichen Ortsausgang verläuft die Straße I/17 zwischen Čáslav und Heřmanův Městec. Anderthalb Kilometer südwestlich des Dorfes liegt der Haltepunkt Vrdy-Koudelov der Bahnstrecke Čáslav–Třemošnice.
Nachbarorte sind Vlačice und Výčapy im Norden, Polsko und Zbyslav im Nordosten, Dolní Bučice im Osten, Vrdy und Žleby im Südosten, Skovice und Filipov im Süden, Koudelov und Čáslav im Südwesten, Vrcha im Westen sowie Chotusice und Druhanice im Nordwesten.

## Geschichte
Die erste urkundliche Erwähnung des Dorfes, Hofes und der Mühle Bučice erfolgte 1279, als das Benediktinerkloster Vilémov dort eine Niederlassung errichtete.
Im 17. Jahrhundert erwarben die Grafen von Thun und Hohenstein das Dorf und schlugen es ihrer Fideikommissherrschaft Žehušice zu.
Im Jahre 1840 bestand Ober-Butschitz bzw. Bučice Hořegssj aus 35 Häusern, in denen 241 Personen lebten. Im Ort gab es einen herrschaftlichen Meierhof mit einer Schäferei sowie eine Ziegelbrennerei. Pfarrort war Chotusitz.
Nach der Aufhebung der Patrimonialherrschaften bildete Horní Bučice einen Ortsteil der Gemeinde Dolní Bučice im Gerichtsbezirk Časlau. Ab 1868 gehörte der Ort zum Bezirk Časlau. Zum Ende des 19. Jahrhunderts löste sich Horní Bučice von Dolní Bučice los und bildete eine eigene Gemeinde.
Im Zuge der Gebietsreform von 1960 wurde der Okres Čáslav aufgehoben; Horní Bučice wurde dem Okres Kutná Hora zugeordnet und nach Vrdy eingemeindet. Am 3. März 1991 hatte der Ort 251 Einwohner; beim Zensus von 2001 lebten in den 96 Wohnhäusern von Horní Bučice 293 Personen.

## Ortsgliederung
Der Ortsteil Horní Bučice bildet einen Katastralbezirk.